# ماسیمیلیانو بناسی
ماسیمیلیانو بناسی (انگلیسی: Massimiliano Benassi؛ زادهٔ ۱۱ نوامبر ۱۹۸۱) بازیکن فوتبال اهل ایتالیا است.
از باشگاه‌هایی که در آن بازی کرده‌است می‌توان به باشگاه فوتبال رجینا، باشگاه فوتبال پروجا، باشگاه فوتبال لچه، باشگاه فوتبال روبور سیه‌نا، باشگاه فوتبال ساسولو، باشگاه فوتبال یووه استابیا، و باشگاه فوتبال اتلتیکو آرتزو اشاره کرد.